# ذا دلتا فورس 3 : ذا كيلنغ جيم (فلم)
ذا دلتا فورس : ذا كيلنغ جيم (بالإنجليزية: Delta Force 3: The Killing Game)، فيلم سينمائي أمريكي أنتجت شركة MGM سنة 1991م. وقد شارك كل من الممثلون تشاك نوريس ومايك نوريس وغيرهم .

## القصة المختصرة
المخرب كادال (الممثل الأمريكي جوناثان شيرشي) توعد في قناة فضائية بمدينة ميامي الساحلية بتفجير قنبلة يعتقد بأنها نووية ، وحينما عرفوا فرقة القوات الخاصة من أين مصدر لزرع الرعب بين الأمريكيين أكدوا أنها في بلد صحراوي (لم يذكر اسم الدولة) وتوعدوا القوات الخاصة الأمريكية بالانتقام من المخربين التابعين للدولة الافتراضية للمواجهة المسلحة .

## وصلات خارجية
- مقالات تستعمل روابط فنية بلا صلة مع ويكي بيانات